# Actiu (comptabilitat)
Actiu propi és tot bé o dret la titularitat del qual correspon a l'entitat comptable a conseqüència de fets passats. Inclou, per tant, els elements lliurats en cessió o en adscripció i exclou els rebuts en cessió o adscripció.
Actiu és tot bé o dret integrat com a tal en la comptabilitat de l'entitat, siguin o no de la seva titularitat (per exemple, béns finançats mitjançant la fórmula del leasing), del qual s'espera que en un futur contribueixi directament o indirecta a la consecució dels objectius que constituïxen la seva activitat.
La comptabilitat de doble entrada assegura que l'actiu sigui sempre igual al passiu o, cosa que és el mateix, que els béns que té una entitat comptable siguin equivalents a les obligacions que ha contret per a obtenir-los (tant amb tercers, com amb els seus propis socis).